# Antoine Sibierski
Antoine Sibierski (Lilla, 5 agosto 1974) è un ex calciatore francese, di ruolo attaccante.

## Biografia
Nasce a Lilla, i genitori gestiscono un bar-tabaccheria. Ha due fratelli: Emmanuel, nato nel 1972 e Damien, nato nel 1977. La madre muore nel 2000. Il suo ex compagno di squadra al Lille Frédéric Dindeleux, amico d'infanzia di Sibierski sin dall'età di 8 anni, è il testimone al matrimonio di Sibierski con Isabelle che gli dà tre figli, due femmine e un maschio. Sua figlia Sibylle si suicida nel 2010 a soli 18 anni: in seguito si scopre che aveva ketamina, mefedrone e alcol nel sangue.

## Caratteristiche tecniche
Era un trequartista, che poteva giocare sia come interno di centrocampo sia come seconda punta.

## Carriera

### Club

#### Le esperienze in patria
Cresciuto nelle giovanili del LOSC Lille, nel 1992 entra nella prima squadra giocando 6 incontri di campionato. Segna la sua prima rete nella stagione seguente, collezionando 22 presenze e 1 rete. Nella stagione successiva sigla 7 gol in 36 giornate di campionato. Nel 1995-1996 si sblocca alla terza giornata contro il Saint-Étienne (1-1) terminando la stagione con 9 marcature in 33 partita di Division 1.
Nell'estate del 1996 si trasferisce all'Auxerre e il 17 agosto realizza la sua prima rete contro il Lilla (2-0). L'11 settembre 1996 esordisce internazionalmente contro l'Ajax. Il 12 ottobre decide l'incontro tra Auxerre e Lens (1-0).
Il 26 settembre 1997, dopo la partita Metz-Auxerre (3-0), viene trovato positivo al nandrolone e sospeso per sei mesi dall'8 gennaio del 1998 saltando tutto il finale di stagione. A giugno 1998 conta 15 presenze e due reti, segnate contro Rennes (4-0) in campionato e Heraklion (3-1) in Coppa UEFA.
Nell'estate del 1998 passa al Nantes, realizzando la sua prima rete contro il Sochaux (2-0). Finisce l'annata con 22 presenze e 4 reti, vincendo la Coppa di Francia 1998-1999. Nella stagione seguente va in gol alla prima giornata contro il Le Havre (1-0). Il 9 dicembre 1999 sigla una doppietta all'Arsenal in Coppa UEFA (3-3). Firma due doppiette contro Troyes (3-0) e Olympique Lione (6-1). Termina la sua stagione più prolifica con 35 presenze e 17 gol, vincendo la Coppa di Francia 1999-2000.
Nel 2000 si trasferisce al Lens: chiude la sua prima stagione collezionando 27 gettoni in campionato e 5 reti, la prima delle quali contro il Metz (2-1) e altre due decisive nelle partite contro Guingamp (0-1) e Olympique Marsiglia (1-0). Nel suo secondo anno a Lens, Sibierski si sblocca alla sedicesima giornata contro il Bastia (7-0) segnando su calcio di rigore. Decide la sfida contro il Monaco (1-0) contando a fine stagione 25 incontri e 6 segnature. Nella sua terza ed ultima stagione con la maglia giallorossa Sibierski gioca la Champions League conseguendo risultati storici come i due pareggi contro il Bayern Monaco e la vittoria per 2-1 sul Milan: concluso il girone al terzo posto, il Lens viene retrocesso in Coppa UEFA dove viene eliminato dal Porto (3-1). In campionato Sibierski segna al primo turno contro il Bastia (1-1), siglando due reti al Lione (2-2) e terminando l'annata con 12 reti in 45 partite stagionali.

#### Le esperienze inglesi
Il 2 agosto 2003 passa al Manchester City per 700.000 sterline. Il 17 agosto, alla prima di campionato, realizza la sua prima rete inglese contro il Charlton Athletic (3-0), andando a segno in Europa contro il Lokeren (3-2) e in FA Cup contro il Leicester City (1-3). A fine stagione conta 7 reti in 37 partite.
Il 13 novembre 2004 Sibierski realizza il suo primo gol in campionato contro il Blackburn (1-1), segnando precedentemente una doppietta nella coppa di lega contro il Barnsley (7-1) e concludendo l'annata con 6 marcature in 38 incontri. Il 17 dicembre 2005 firma la prima delle sue uniche due reti stagionali contro il Birmingham City (4-1). Lascia i Citizens dopo aver totalizzato 107 presenze e 15 gol in tre anni.
Il 31 agosto 2006 si trasferisce al Newcastle a costo zero. In campionato decide l'incontro tra Newcastle e Portsmouth (1-0) alla quattordicesima giornata, andando a segno contro Levadia (0-1) e Fenerbahçe (1-0) in Coppa UEFA e contro il Watford (4-5) in coppa di lega. Al termine della stagione vanta 8 reti in 39 incontri. Aiutando il Newcastle nel suo cammino in Coppa UEFA, Sibierski si assicura la vittoria della Coppa Intertoto 2006.
Il 4 giugno del 2007 il Wigan lo preleva a costo zero dal Newcastle. Mette a segno la prima rete contro l'Everton (2-1) siglando marcature decisive contro Middlesbrough (1-0), Derby County (0-1) e segnando contro il Chelsea (1-2) in FA Cup.
Inizia la stagione 2008-2009 tra le file del Wigan giocando solo la prima giornata di Premier League contro il West Ham (2-1). Il 1 settembre 2008 il Wigan lo cede in prestito al Norwich. Segna all'esordio con la nuova maglia nella sfida di Championship contro il Plymouth (1-2). Dopo 16 presenze e 2 gol, nel gennaio del 2009 ritorna al Wigan che lo svincola a fine stagione dopo aver giocato le sue ultime partite di campionato nel febbraio del 2009.
Il 19 ottobre 2009 annuncia il ritiro dal calcio giocato.

### Nazionale
Ha giocato le Olimpiadi di Atlanta 1996 collezionando tre gettoni nelle partite della fase a gironi e la rete del 2-1 finale contro l'Arabia Saudita.

## Dopo il ritiro
Dopo aver appeso gli scarpini al chiodo Sibierski diviene un agente di calciatori per un breve periodo assieme al fratello.
Nell'autunno del 2011 Yohan Cabaye riferisce di esser stato convinto dai consigli dei connazionali Sibierski e Dumas a firmare per il Newcastle.
Oggi è il direttore sportivo della società di Ligue 2 del Lens.

## Statistiche

### Presenze e reti nei club
Statistiche aggiornate al 2009.
| Stagione               | Squadra                | Campionato             | Campionato | Campionato | Coppe nazionali | Coppe nazionali | Coppe nazionali | Coppe continentali | Coppe continentali | Coppe continentali | Altre coppe | Altre coppe | Altre coppe | Totale | Totale |
| Stagione               | Squadra                | Comp                   | Pres       | Reti       | Comp            | Pres            | Reti            | Comp               | Pres               | Reti               | Comp        | Pres        | Reti        | Pres   | Reti   |
| ---------------------- | ---------------------- | ---------------------- | ---------- | ---------- | --------------- | --------------- | --------------- | ------------------ | ------------------ | ------------------ | ----------- | ----------- | ----------- | ------ | ------ |
| 1992-1993              | Lille                  | D1                     | 6          | 0          | CF+CdL          | ?+?             | ?+?             | -                  | -                  | -                  | -           | -           | -           | 6      | 0      |
| 1993-1994              | Lille                  | D1                     | 22         | 1          | CF+CdL          | ?+?             | ?+?             | -                  | -                  | -                  | -           | -           | -           | 22     | 1      |
| 1994-1995              | Lille                  | D1                     | 36         | 7          | CF+CdL          | ?+?             | ?+?             | -                  | -                  | -                  | -           | -           | -           | 36     | 7      |
| 1995-1996              | Lille                  | D1                     | 33         | 9          | CF+CdL          | ?+?             | ?+?             | -                  | -                  | -                  | -           | -           | -           | 33     | 9      |
| Totale Lille           | Totale Lille           | Totale Lille           | 97         | 17         |                 | ?               | ?               |                    | -                  | -                  |             | -           | -           | 97     | 17     |
| 1996-1997              | Auxerre                | D1                     | 30         | 7          | CF+CdL          | ?+?             | ?+?             | CU                 | 7                  | 0                  | -           | -           | -           | 36     | 7      |
| 1997-1998              | Auxerre                | D1                     | 12         | 1          | CF+CdL          | ?+?             | ?+?             | CU                 | 3                  | 1                  | -           | -           | -           | 15     | 2      |
| Totale Auxerre         | Totale Auxerre         | Totale Auxerre         | 42         | 8          |                 | ?               | ?               |                    | 10                 | 1                  |             | -           | -           | 52     | 9      |
| 1998-1999              | Nantes                 | D1                     | 22         | 4          | CF+CdL          | ?+?             | ?+?             | -                  | -                  | -                  | -           | -           | -           | 22     | 4      |
| 1999-2000              | Nantes                 | D1                     | 28         | 13         | CF+CdL          | ?+?             | ?+?             | CU                 | 6                  | 4                  | SF          | 1           | 0           | 35     | 17     |
| Totale Nantes          | Totale Nantes          | Totale Nantes          | 50         | 17         |                 | ?               | ?               |                    | 6                  | 4                  |             | 1           | 0           | 57     | 21     |
| 2000-2001              | Lens                   | D1                     | 27         | 5          | CF+CdL          | ?+?             | ?+?             | -                  | -                  | -                  | -           | -           | -           | 27     | 5      |
| 2001-2002              | Lens                   | D1                     | 25         | 6          | CF+CdL          | ?+?             | ?+?             | -                  | -                  | -                  | -           | -           | -           | 25     | 6      |
| 2002-2003              | Lens                   | L1                     | 37         | 12         | CF+CdL          | ?+?             | ?+?             | UCL+CU             | 6+2                | 0+0                | -           | -           | -           | 45     | 12     |
| Totale Lens            | Totale Lens            | Totale Lens            | 89         | 23         |                 | ?               | ?               |                    | 8                  | 0                  |             |             |             | 97     | 23     |
| 2003-2004              | Manchester City        | PL                     | 33         | 5          | FACup+CdL       | 5+1             | 1+0             | CU                 | 1                  | 1                  | -           | -           | -           | 40     | 7      |
| 2004-2005              | Manchester City        | PL                     | 35         | 4          | FACup+CdL       | 1+2             | 0+2             | -                  | -                  | -                  | -           | -           | -           | 38     | 6      |
| 2005-2006              | Manchester City        | PL                     | 24         | 2          | FACup+CdL       | 4+1             | 0+0             | -                  | -                  | -                  | -           | -           | -           | 29     | 2      |
| Totale Manchester City | Totale Manchester City | Totale Manchester City | 92         | 11         |                 | 14              | 3               |                    | 1                  | 1                  |             |             |             | 107    | 15     |
| 2006-2007              | Newcastle              | PL                     | 26         | 3          | FACup+CdL       | 2+2             | 0+1             | Int.+CU            | ?+9                | ?*4                | -           | -           | -           | 39     | 8      |
| 2007-2008              | Wigan                  | PL                     | 30         | 4          | FACup+CdL       | 2+0             | 1+0             | -                  | -                  | -                  | -           | -           | -           | 32     | 5      |
| lug.-ago. 2008         | Wigan                  | PL                     | 1          | 0          | -               | -               | -               | -                  | -                  | -                  | -           | -           | -           | 1      | 0      |
| set. 2008-gen. 2009    | Norwich City           | FLC                    | 15         | 2          | FACup+CdL       | 1+0             | 0+0             | -                  | -                  | -                  | -           | -           | -           | 16     | 2      |
| gen.-giu. 2009         | Wigan                  | PL                     | 2          | 0          | FACup+CdL       | 0+0             | 0+0             | -                  | -                  | -                  | -           | -           | -           | 2      | 0      |
| Totale Wigan           | Totale Wigan           | Totale Wigan           | 33         | 4          |                 | 2               | 1               |                    | -                  | -                  |             | -           | -           | 35     | 5      |
| Totale carriera        | Totale carriera        | Totale carriera        | 444        | 85         |                 | 21+             | 5+              |                    | 34                 | 10                 |             | 1           | 0           | 500+   | 100+   |

## Palmarès

### Club

#### Competizioni nazionali
- Coupe de France: 2

Nantes: 1998-1999, 1999-2000
- Trophée des Champions: 1

Nantes: 1999

#### Competizioni internazionali
- Coppa Intertoto UEFA: 1

Newcastle: 2006

### Individuale
- Gol più bello della Division 1: 1

2002, 18 dicembre 2001 (18ª giornata) Lens 3-0 Nantes